# Хиршман, Альберт
Альберт Отто Хиршман (нем. Albert Otto Hirschman; 7 апреля 1915 — 10 декабря 2012) — американский экономист, профессор экономики Гарвардского университета, является одним из авторов индекса Херфиндаля — Хиршмана (точнее, его более раннего варианта).

## Биография
Альберт Отто Хиршман родился в ассимилированной еврейской семье в Берлине, сын Карла Хиршмана и Хедвиг Хиршман (урожд. Маркузе). Сестра — подпольщица-антифашистка Урсула Хиршман.
Жил и учился в Берлине, включая учёбу в Берлинском университете с 1932 года. В 1933 году переехал во Францию, учился в «Высшей школе изучения торговли» и в «Институте статистики Сорбонны» в Париже. В 1935—1936 годах учился в Лондонской школе экономики как член международного студенческого общества. С 1936 по 1938 год учился в университете Триеста, где получил докторскую степень.
Принимал участие в Гражданской войне в Испании на стороне республиканцев.

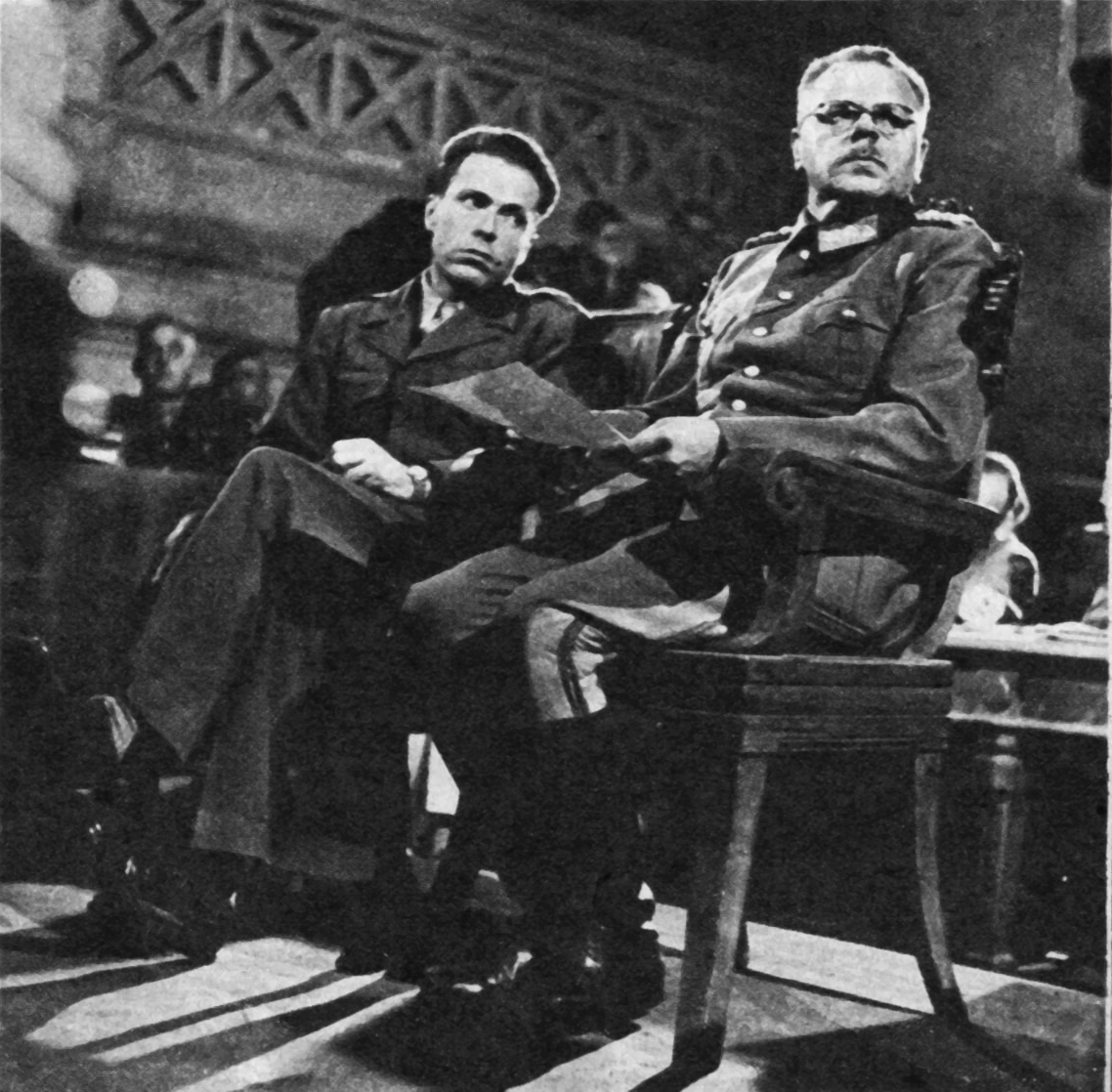
Хиршман (слева) — переводчик на суде. Справа — обвиняемый генерал А. Достлер. Италия, 1945.

Когда в Европе разразилась война, работал с американским журналистом Варианом Фраем, помогал многим европейским артистам и учёным скрыться от нацистов. Воевал во французской армии в 1940 году.
В 1941 году уехал в США по стипендии Фонда Рокфеллера и получил там гражданство. В 1941—1943 годах работал в Калифорнийском университете в Беркли.
В 1942—1946 годах служил в Управлении стратегических служб.
С 1946 году — главный сотрудник по политике в отношении западной Европы и Британского содружества Федерального резерва США в Вашингтоне.
С 1952 по 1956 год жил в Боготе (Колумбия), в период 1952—1954 года работал эмиссаром Всемирного банка и финансовым советником Национального совета по планированию Колумбии, затем в период 1954—1956 года личным финансовым советником Джорджа Калманоффа. На основе своего колумбийского опыта написал книгу «Стратегия экономического развития».
В 1956 году вернулся в США и получил первую университетскую должность профессора-исследователя в Йельском университете, где работал с 1956 по 1958 года. И с 1958 года перешёл в Колумбийский университет — профессором по международным экономическим отношениям до 1964 года. В период 1960—1963 годов работал также директором Латиноамериканского проектного фонда и членом редколлегии журнала «Американское экономическое обозрение» в период 1961—1964 года.
В 1964—1967 годах — профессор политической экономии, 1967—1974 годах — профессор экономического развития Гарвардского университета. С 1973 года работал в Институте перспективных исследований в Принстоне. В 1972 и 1973 годах лишь выступал на некоторых конференциях в институте, а в 1974 году стал полноправным профессором до выхода на пенсию в 1985 году. Хиршман получил статус почётного деятеля науки в 1985 году и сохранял его до мая 2007 года.
Во время работы в институте Хиршман был активным участником других научных исследований, работал консультантом и членом многих исполнительных организаций. С 1990 по 1991 год был членом Берлинской школы экономики, с 1991 по 1994 года и в 2000 год — её гостевым членом.
Член многих научных сообществ, включая Берлинско-Бранденбургскую академию наук, Американскую академию искусств и наук, Американскую экономическую ассоциацию, Американское философское общество, Берлинское научное общество, Совет по международным отношениям, Национальную академию наук США, Британскую королевскую академию наук и Национальную академию деи Линчеи.
Имел почетную степень в Университете Ратджерса с 1978 года.

## Семья
- Жена (с 22 июня 1941 года) — Сара Шапиро.
  - Дочери — Кэтри Джейн и Элизабет Николь.
- Сестра А. О. Хиршмана Урсула была замужем за итальянскими коммунистами и антифашистами Еудженио Колорни (убит в 1944 году) и Альтиеро Спинелли.
  - Племянница А. О. Хиршмана Ева Колорни в 1973 году вышла замуж за лауреата Нобелевской премии, экономиста А. Сена.

## Научная деятельность
Хиршман изучал «серую зону» (зону частичной безработицы) с экономической и политической точек зрения. В его первой книге, вышедшей в 1945 году, рассматривалась зависимость экономики от политики государств («Национальная мощь и структура международной торговли»). Это помогло вызвать волну скептицизма по поводу способа проведения Плана Маршала в 1940-х годах.
В 1958 году впервые сформулировал концепцию несбалансированного роста, которая вошла в область исследования теории «большого толчка».
Протестовал против импорта и введения традиционных и устаревших экономических доктрин развития экономики («Стратегия развития», 1958). Настаивал на том, что развитие экономики должно быть подвергнуто исследованию в каждом конкретном случае, используя местные природные ресурсы и структуры, чтобы достичь желаемого результата. Утверждал, что навязывание единой доктринальной структуры без учёта местных особенностей — верный путь к губительному развитию.
Хиршман считал, что экономики (как развитые, так и развивающиеся) развиваются не рационально, и работа экономистов развития заключается в разработке и заложении плана развития.
Его концепция «связей с поставщиками и заказчиками» стала одним из самых часто используемых понятий современной теории экономического развития. В некотором смысле Хиршман следует империалистической доктрине экономической теории Сhicago vein.
Учение о взаимодействии потребительской независимости и конкурентной структуры изложено в книге «Выход, голос и верность» (1970).

### Характеристика научного творчества
…[Хиршман] не попал под обаяние новой теории [Кейнса], очень быстро покорившей мир экономических идей. Так же, как он не стал в свое время ортодоксальным марксистом (хотя сочувствие к угнетенным и желание облегчить их участь остались на всю жизнь), он не стал ни кейнсианцем, ни сторонником более консервативных критиков Кейнса (например, Хайека). Уже здесь проявились характерные затем для всего творчества Хиршмана неприятие больших всеобъемлющих теорий и тяга к эклектизму. В сущности, и впоследствии нельзя будет сказать, что он принадлежал к какой-то определенной школе, — каждый раз Хиршман будет выходить за рамки привычных классификаций и выдвигать оригинальные и парадоксальные теории.— Руслан Хаиткулов «Помимо статистики, нам нужна клиническая чувствительность». О биографии Альберта Хиршмана, едва ли не самого нетривиального экономиста XX века Горький Медиа

## Награды
За научные достижения удостоен многочисленных наград:
- 1980 — Премия Фрэнка Сейдмана за вклад в политическую экономию и социальную науку
- 1983 — Приз Толкотта Парсонса[8] от Американской академии искусств и наук
- 1995 — Орден Сан Карлоса от правительства Колумбии
- 1998 — Медаль Томаса Джефферсона
- 1998 — Премия Тойнби
- 2000 — Орден Южного Креста от президента Бразилии
- 2003 — премия Бенджамина Е. Лепинкота от американской научно-политической ассоциации за книгу «Страсти и интересы».

## Память
1 мая 2000 года Институт перспективных исследований основал кафедру Альберта Хиршмана в честь его достижений.
В 2007 году Научный совет по Социологии учредил ежегодную премию Альберта Хиршмана, которая является его высшей наградой.